# Eupelmus finlayi
Eupelmus finlayi is een vliesvleugelig insect uit de familie Eupelmidae. De wetenschappelijke naam is voor het eerst geldig gepubliceerd in 1930 door Girault.